# Esi Sutherland-Addy
Pour les articles homonymes, voir Sutherland et Addy.
Esi Sutherland-Addy est une académicienne, écrivaine, pédagogue et militante des droits de l'homme ghanéenne. Elle est professeure à l'Institut des études africaines, où elle a été chercheuse principale, chef de la section Langue, littérature et théâtre et directrice adjointe du programme de l'Institut des sciences humaines africaines à l'université du Ghana. Elle est créditée de plus de 50 publications dans les domaines de la politique de l'éducation, de l'enseignement supérieur, de l'éducation des femmes, de la littérature, du théâtre et de la culture et siège à de nombreux comités, conseils et commissions au niveau local et international. Elle est la fille de l'écrivain et activiste culturelle Efua Sutherland.  

## Biographie
Née au Ghana sous le nom d' Esi Reiter Sutherland, elle est l'aînée des trois enfants de la dramaturge et activiste culturelle Efua Sutherland et de l'afro-américain Bill Sutherland (1918-2010, un militant colonial des droits civiques qui s'est rendu au Ghana. en 1953 sur la recommandation de George Padmore à Kwame Nkrumah. Elle a fait ses études à la Achimota School (où elle a rencontré son mari).  
Elle a occupé divers postes dans des établissements d'enseignement en Europe et aux États-Unis, notamment en tant que Senior Fellow à l'Institute of International Education de l'université de Manchester, Royaume-Uni, et en tant que professeure invitée à l'université de l'Indiana à Bloomington, aux États-Unis, au Center for African Studies de l'université de Birmingham au Royaume-Uni et L'Institut des Hautes Etudes en Sciences Sociales, à Paris, en France.  
Elle a servi au sein du gouvernement du Ghana en tant que vice-ministre de l'enseignement supérieur, de la culture et du tourisme (1986-1993) et de 1994 à 1995 en tant que ministre de l'éducation et de la culture. Elle a entrepris des études en particulier dans le domaine de l'éducation pour de nombreuses organisations internationales, notamment l'UNESCO, l'UNICEF, la Banque mondiale et l'Association pour le développement de l'éducation en Afrique ; elle a occupé des postes clés dans des organisations non gouvernementales, notamment au sein du conseil d'administration du Forum des éducatrices africaines (FAWE) et de la Fondation Mmofra.  

## Prix et distinctions
Sutherland-Addy a été lauréate de plusieurs prix, dont une bourse honorifique du College of Preceptors, Royaume-Uni (1998), un prix de groupe de la Fondation Rockefeller (2001 et 2002) pour le Women Writing Africa Project, un doctorat honorifique en lettres de l'Université de l'éducation à Winneba (2004), et le Prix d'excellence dans l'enseignement à distance du Commonwealth of Learning (en) (2008),.